# Pero fortunata
Pero fortunata är en fjärilsart som beskrevs av Paul Dognin 1892. Pero fortunata ingår i släktet Pero och familjen mätare. Inga underarter finns listade i Catalogue of Life.